# Prêmio Emmy Internacional Digital
O Prêmio Emmy Internacional Digital (em Inglês: International Digital Emmy Awards) foi uma premiação voltada a conteúdos criados para plataformas digitais (mobile, internet, TV interativa e outros) e que reconhecia trabalhos nas categorias infantil e infanto-juvenil, ficção e não-ficção. Os vencedores eram conhecidos durante o MIPTV, em  Cannes, na França.

## Categorias
- Programa de Ficção
- Programa de Não-ficção
- Programa Infantojuvenil
- International Digital Emmy Pioneer Prize